# Военный переворот в Пакистане (1977)

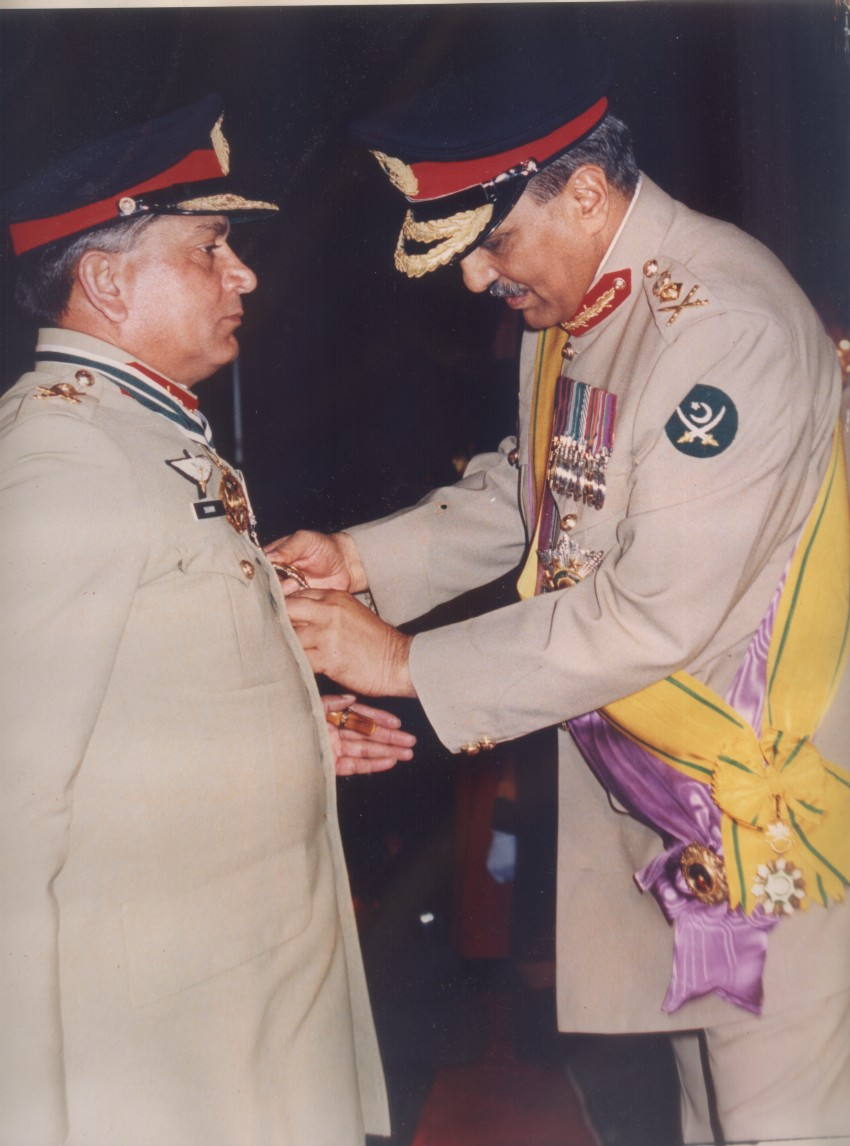
Генералы Шамим Алам Хан и Зия-уль-Хак

Военный переворот в Пакистане произошёл 5 июля 1977 года. Переворот был организован генералом сухопутных войск Мухаммедом Зия-уль-Хаком.
Военное правительство во главе с начальником штаба сухопутных войск генералом Зия-уль-Хаком в конце концов установило полный контроль над обстановкой в стране. Зия-уль-Хак взял на себя всю полноту власти и запретил Пакистанскую народную партию, начав кампанию по исламизации Пакистана.

## Предпосылки
На всеобщих выборах в марте 1977 года победу одержала ПНП. Лидеры оппозиции утверждали, что результаты голосования были подтасованы, и развернули кампанию протеста. В ответ премьер-министр Зульфикар Али Бхутто арестовал лидеров оппозиции и установил военное положение в крупнейших городах страны. В стране начались массовые волнения, которые жёстко подавлялись правительством, что дало повод военным для переворота. Президент страны Фазал Чоудхури отстранился от происходящего.

## Переворот
Около полуночи 4 июля 1977 года начальник штаба сухопутных войск генерал Зия-уль-Хак приказал 111-й бригаде из Равалпинди окружить все основные федеральные правительственные здания, полицейские участки и Национальную ассамблею. После этого он приказал полиции арестовать Зульфикара Бхутто, министров и других руководителей Пакистанской народной партии. В обращении к населению по национальному телевидению, генерал Зия заявил, что Национальная ассамблея Пакистана и провинциальные ассамблеи были распущены, а Конституция Пакистана перестала действовать. Тем не менее, он также пообещал провести Всеобщие выборы в течение 90 дней. Зия-уль-Хак стал назначать верных ему офицеров во главе государственных органов и судов. В пакистанском обществе широко распространены мнения относительно того, что переворот был «тайно одобрен» президентом США Джимми Картером, а агенты ЦРУ участвовали в его подготовке, в то время как более ранние исследователи подвергали сомнению сколько-нибудь серьёзное участие американских спецслужб в перевороте и полагали, что переворот был вызван в первую очередь широко распространённым протестом против «социалистических» реформ Бхутто и его излишне авторитарного правления.

## Суд и казнь Бхутто

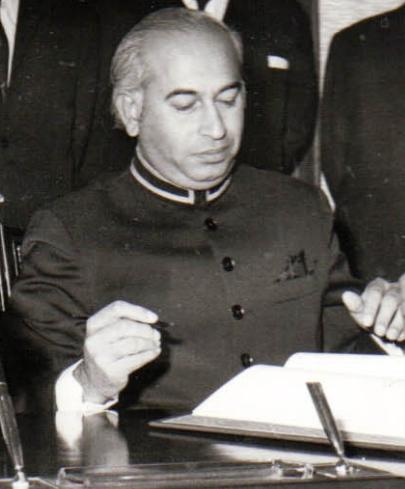
Зульфикар Бхутто

Несмотря на личные просьбы о смягчении приговора, направленные президенту Пакистана Зия-уль-Хаку папой римским Иоанном Павлом II, Генеральным секретарём ООН Куртом Вальдхаймом, президентом США Джимми Картером, лидерами многих европейских и арабских стран, на рассвете 4 апреля 1979 года Зульфикар Али Бхутто был тайно повешен на территории тюрьмы в Равалпинди. О его казни объявили только через 9 часов после того, как тело было похоронено. Семье было отказано в участии в похоронах. Сразу после казни в Пакистане прошли массовые протесты.